# プライベート・アイズ (曲)
「プライベート・アイズ」（Private Eyes）は、ダリル・ホール&ジョン・オーツが1981年に発表した楽曲。Billboard Hot 100では、1981年11月7日から2週連続で1位を記録した。
2001年には、ソニーのデジタルカメラ・サイバーショットのCMソングに起用された。